# Sốc văn hóa

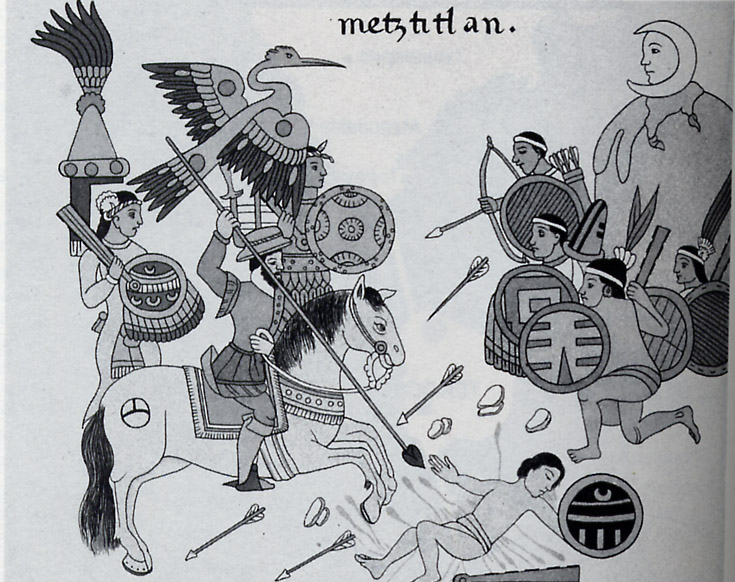
Cuộc chạm trán với những kẻ chinh phục bằng súng trường và ngựa đã gây sốc cho người Aztec, vì vậy họ đã nhầm lẫn người châu Âu với các nhà tiên tri từ phía đông.

Theo mô hình, ban đầu mọi người sẽ có (1) thời kỳ trăng mật và sau đó (2) giai đoạn chuyển tiếp, nghĩa là sốc văn hóa. Nhưng sau đó, mọi người sẽ bắt đầu thích nghi (3) (đường chấm chấm cho thấy một số người sẽ ghét văn hóa mới). Và (4) đề cập đến một số người trở về vị trí của họ để thích nghi với văn hóa cổ đại.

Sốc văn hoá là một thuật ngữ được sử dụng để chỉ sự lo lắng và những cảm xúc (như ngạc nhiên, mất phương hướng, bối rối, v.v...) mà một người cảm thấy khi phải hoạt động trong một nền văn hóa hay môi trường xã hội hoàn toàn khác, ví dụ như ở nước ngoài. Nó nảy sinh từ những khó khăn trong việc hòa nhập với nền văn hoá mới, là nguyên nhân của việc khó lòng nhận thức cái gì là thích hợp và cái gì không. Tình trạng này thường đi đôi với sự căm ghét (vì lý do đạo đức hay mỹ học) đối với một số khía cạnh nhất định của nền văn hoá mới lạ hoặc khác biệt kia.
Khái niệm này được Kalvero Oberg đưa ra lần đầu năm 1954. Một vài nhà nghiên cứu khác sau đó cũng đã nghiên cứu về "sốc văn hóa" còn có Michael Winkelman.
Sốc văn hóa là một lĩnh vực nghiên cứu trong việc "giao lưu văn hóa". Cách đây không lâu một số nhà nghiên cứu khẳng định rằng sốc văn hóa có những tác động tích cực tới những người lưu trú ở nước ngoài, như tăng hiệu quả cá nhân và giúp tăng cường động cơ cá nhân.